# Clessy
Clessy este o comună în departamentul Saône-et-Loire, Franța. În 2009 avea o populație de 263 de locuitori.

## Evoluția populației
| An        | 1975 | 1982 | 1990 | 1999 | 2006 | 2009 |
| --------- | ---- | ---- | ---- | ---- | ---- | ---- |
| Populație | 249  | 262  | 281  | 278  | 265  | 263  |